# Bloody Mary (BigMama)
Bloody Mary è un singolo della rapper e cantautrice italiana BigMama, pubblicato il 29 settembre 2023.

## Descrizione
Il brano, scritto dalla stessa cantautrice con Eugenio Maimone, Federico Mercuri, Giordano Cremona e Leonardo Grillotti, è prodotto da ITACA, team fondato dal duo musicale Merk & Kremont.

## Tracce
Testi e musiche di Marianna Mammone, Eugenio Maimone, Federico Mercuri, Giordano Cremona e Leonardo Grillotti.
1. Bloody Mary – 2:15